# How Father Accomplished His Work
How Father Accomplished His Work è un cortometraggio muto del 1912 diretto da C.J. Williams.

## Produzione
Il film fu prodotto dall'Edison Company.

## Distribuzione
Distribuito dalla General Film Company, il film uscì nelle sale cinematografiche statunitensi il 15 giugno 1912. Nelle proiezioni, veniva programmato con il sistema dello split reel, accorpato in un'unica bobina con un altro cortometraggio prodotto dalla Edison, la commedia Kitty's Holdup.